# Sulejman Zatrić
Sulejman Zatrić (rođen je 28. decembra 1979. godine) srpski je filmski režiser i muzičar.

## Biografija
Osnovnu školu, kao i muzičku nižu školu i gimnaziju završio je u Novom Pazaru. Studirao je Akademija Lepih Umetnosti u Beogradu a uporedo sa studijama godinu dana je učio filmsku režiju od istaknutog beogradskog reditelja, dramaturga, scenariste i pisca Slobodana Novakovića iz Beograda, jednog od osnivača Hronike Festa i doajena RTS-a . Sulejman Zatrić je takodje radio i na radiju kao voditelj i autor nekoliko radio emisija. Obavlja funkciju umetničkog direktora Muzičkog festivala Stari Grad u Novom Pazaru. Tri godine je obavljao funkciju glavnog i odgovornog urednika Televizije Sandžak iz Novog Pazara u periodu od 2010.-e do 2013.e godine. Kreator je na desetine televizijskih projekata i emisija. Sa svojim bendom Stone Flowers svira u klubovima u Novom Pazaru i okolnim gradovima. On svira gitaru.
Sulejman Zatrić je režirao i napisao scenario za kratki igrani film Dvadeset koji se smatra prvim igranim pazarskim filmom. Film Dvadeset je 2009.-e godine prikazan na filmskom festivalu kratkometražnog i dokumentarnog filma Free Net World Film Fest u Nišu na niškoj tvrdjavi. Sulejman Zatrić je 2012-te godine režirao dokumentarni film Avdo Međedović - Balkanski Homer.Bio je asistent režije na filmu Odbrojavanje u režiji Gorana Vukelića i po scenariju Seada Halilagića, koji je prikazan na Beogradskom festivalu dokumentarnog i kratkometražnog filma kao i na Zlatnom Vitezu u Moskvi 2003. godine. Zatrić je takođe pisao i poeziju. Pojedine njegove pesme su objavljene u Balkan Writers-u iz Beograda. Pored pisanja pesama komponuje i muziku.

## Filmovi
- igrani film Dvadeset , 2009.god
- dokumentarni film Avdo Medjedovic/Balkanski Homer , 2012. god

## Spoljašnje veze
- Film Avdo Međedović Balkanski Homer
- Film Dvadeset
- Hor Djulistan
- Hor Djulistan
- Hor Djulistan
- Stone Flowers bend / watermelon man